# Paul-Louis Courier

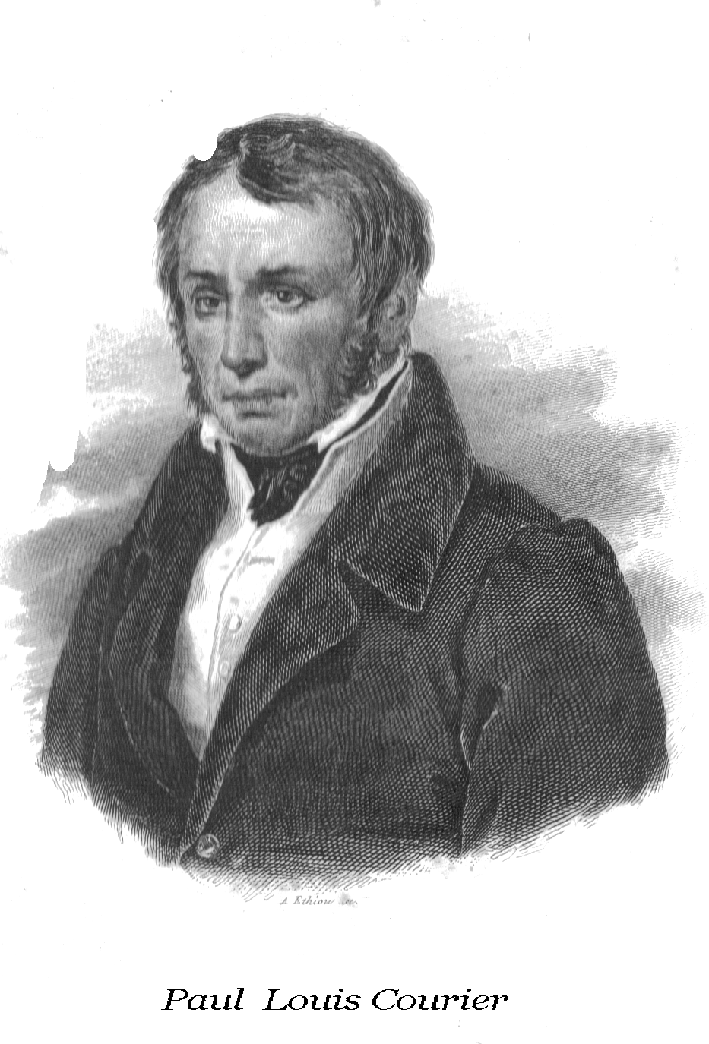

Paul-Louis Courier (París, 4 de enero de 1772 – cerca de Véretz en Indre-et-Loire, 10 de abril de 1825) fue un helenista y escritor francés, autor de diarios de viaje, escritos políticos y retratos costumbristas. Considerado por un contemporáneo y amigo, el gran Stendhal, como «el hombre más inteligente de Francia».

## Biografía
Nacido en París, era hijo de Jean-Paul Courier y Louise-Élisabeth de Montdeville. Jean-Paul Courier, rico burgués, erudito, dedicado al derecho, tenía una propiedad en Turena; allí se trasladó siendo muy niño el futuro escritor.
Aunque Paul-Louis se sentía atraído desde la infancia por la literatura griega, su padre quiso que estudiara matemáticas desde los quince años. También estudió griego con Jean-François Vauvilliers, del Colegio Real parisino, y por su cuenta, trabajó a lo largo de su juventud en traducciones del griego lo que luego le llevaría a ser considerado como uno de los helenistas más famosos de su tiempo. 
Acompañó a las tropas de ocupación napoleónica de Italia como cronista de campaña. Sus escritos, en cierto modo como los que en situación similar hizo Stendhal, son los de un testigo de los cambios europeos en la primera mitad del siglo xix.
Tras regresar de la guerra, en 1814, publicó una Pétition aux deux chambres, su primer panfleto político en el que protesta contra los arrestos arbitrarios en Turena por parte del gobierno conservador. Dudó si instalarse en París o en Turena, región de su infancia, en la que finalmente compró en 1818 una granja en Véretz. Allí escribió diversas obras que muestran su rechazo por la Restauración. 
El rechazo de su candidatura a la "Académie des inscriptions et belles-lettres", en 1819, le da ocasión a escribir Lettre à Messieurs de l'Académie, panfleto que le hace célebre y le cuesta dos meses de prisión en 1821. Allí Stendhal le envía un ejemplar dedicado de su Histoire de la peinture en Italie.
Murió asesinado cerca de su propiedad, al parecer por una venganza amorosa.

## Obra
De la obra de Courier cabe destacar: Pamphlet des pamphlets y sus Lettres de France et d'Italie.
El conjunto de sus escritos fueron publicados en 1828, a la que siguió la edición de sus obras completas (con panfletos políticos y literarios, memorias para procesos, traducciones y sus Lettres de France et d'Italie) casi un siglo después. 
El crítico Sainte Beuve, escribió sobre él en Causeries du lundi (Garnier, 1876), y ya en el siglo XXI destacan dos estudios sobre el autor, a cargo de Michel Crouzet (Paul-Louis Courier, une écriture du défi, 2007) y Alain Dejammet (Paul-Louis Courier. Vies, Fayard, 2009). En España se tradujo en 2014, Todo ha cambiado. Recuerdos italianos hacia 1800.

## Obras
- Lettre à M. Renouard, libraire, 1810
- Pétition aux deux chambre], 1816
- Lettres au rédacteur du Censeur, 1819-1820
- Lettre à Messieurs de l'Académie, 1819
- Lettres particulières, 1820
- Simple discours de Paul-Louis, vigneron de la Chavonnière, aux membres du Conseil de la commune de Véretz... pour l'acquisition de Chambord, 1821
- Aux âmes dévotes de la paroisse de Véretz, 1821
- Procès de Paul-Louis Courier, vigneron, 1821
- Pétition pour des villageois que l'on empêche de danser, 1822, consultable en Google Books ;
- Lettres de France et d'Italie, 1822, con anotaciones biográficas.
- Livret de Paul-Louis, vigneron, à Paris, 1823
- Gazette du village, 1823
- Pamphlet des pamphlets, 1824
- Correspondance générale de Paul-Louis Courier, I (1787-1807), II (1808-1814), III (1815-1825), A.-G. Nizet, 1985, anotada por Geneviève Viollet-le-Duc

## Traducciones
- Courier, Todo ha cambiado. Recuerdos italianos hacia 1800, Cuatro.ediciones, 2014 ISBN 978-84-938566-5

### Estudios sobre Courier
- Robert Gaschet, La Jeunesse de Paul-Louis Courier, Hachette, 1911.
- Robert Gaschet, Paul-Louis Courier et la Restauration, Hachette, 1913.
- André Lelarge, Paul-Louis Courier parisien, PUF, 1925.
- Louis Desternes, Paul-Louis Courier et les Bourbons. Le pamphlet et l'histoire, Les Cahiers du Bourbonnais, 1962.
- Jean-Pierre Lautman, Paul-Louis Courier ou 'la Plume indomptée', C.L.D., 2001.
- Michel Crouzet, Paul-Louis Courier, une écriture du défi, Kimé, 2007.
- Alain Dejammet, Paul-Louis Courier. Vies, Fayard, 2009.
- Paula Olmos, prefacio a Todo ha cambiado. Recuerdos italianos hacia 1800, cuatro.ediciones, 2014